# ليف بينزوموفيتش ليفييف
ليف بينزوموفيتش ليفييف (بالإنجليزية: Lev Binzumovich Leviev)‏‏ (22 يونيو 1984 في فولغوغراد - ) مستثمر، وشخصية أعمال، ورائد أعمال من إسرائيل.